# Euthyroid-sick syndromes
Euthyroid-sick syndromes eller non-thyroidal illness, är en samlingsbeteckning på flera patologiska tillstånd som har gemensamt att kliniska prov visar rubbade tyreoideahormonvärden. Som regel finns problemet någon annanstans än i sköldkörteln, som bara indirekt påverkas av ett annat tillstånd, sjukdomar eller svält. Vid tillfrisknande blir värdena normala igen.
Euthyroid-sick syndromes ska skiljas från näringsrubbningarna Jod-Basedows sjukdom och Wolff-Chaikoffs sjukdom vilka beror på överkonsumtion av jod. Människor som bor i mycket kallt klimat kan drabbas av polärt T3-syndrom. Vid fetma ökar ofta T3 och vid anorexia nervosa sjunker det, troligen som en del av den metabola anpassningen till näringsintaget.

## Lågt-T3-syndrom
Den vanligaste formen av euthyroid-sick syndromes kallas lågt-T3-syndrom, vilken yttrar sig som för lågt värde trijodtyronin (T3), normalt eller lågt värde TSH, normalt eller högt värde tyroxin (T4), samt förhöjt värde omvänt (reverse) T3 (rT3). Tester av sköldkörtelns jodomsättning visar sig normal vid euthyroid-sick syndromes, och patienter har sällan symtom på hypotyreos. Ibland kan TSH stiga något, men responen på TRH är fortsatt normal.
Lågt T3-syndrom finns hos ungefär 70% av alla som är inlagda på sjukhus, och hur mycket T3 sjunker står i proportion till hur allvarlig sjukdomen är. Tillståndet beror på att sjukdomen leder till att omvandlingen av T4 till T3 minskar till följd av en minskad aktivitet på enzymet 1,5'-monodejodinas.
Lågt-T3-syndrom är ofta den mildaste eller första graden av euthyroid-sick syndromes. Eftersom 80% av T3 bildas i levern kan lågt-T3-syndrom tyda på att leverfunktionen är nedsatt, såsom vid skrumplever. Lågt intag av kolhydrater kan också ge lågt-T3-syndrom, eftersom detta leder till en minskning av leverns dejodinasenzymer.

## Lågt T3- och T4-syndrom
Om den bakomliggande sjukdomen förvärras, eller om tillståndet blir bestående, kan lågt-T3-syndrom ge mer komplexa uttryck vid blodprov. Tyroxinet kan med tiden också sjunka, dock ofta med oförändrat fritt T4, och TSH kan reagera genom att sänkas (inte höjas som vid hypotyreos). Vid ett lågt T3- och T4-syndrom som förvärrats brukar TSH vara för lågt för nivån av T4.
Ett tillstånd med både lågt T3 och T4 tyder på en livshotande sjukdom. Ungefär 30-50% av alla med ett hastigt insjuknande i en allvarlig sjukdom har både lågt T3 och T4.
Orsaken till låga nivåer T3 och T4 under sjukdom kan vara ett minskat antal transportproteiner, nedsatt lever- eller njurfunktion, eller som respons på läkemedel, till exempel dopamin.

## Orsaker
Euthyroid-sick syndromes kan bero på flera olika sjukdomar. Vid fysiskt trauma omsätter kroppen selen, vilket kan ge för litet selen till att bilda T3. Psykisk sjukdom yttrar sig ofta som euthyroid-sick syndromes, liksom diabetes mellitus, vissa läkemedel (till exempel betablockerare), undervikt och flera andra systemiska sjukdomar. Om trijodtyroninet är drabbat kan tillståndet bero på nedsatt leverfunktion. Vid svält och infektioner sänks basalomsättningen, vilket kan vara en annan orsak till syndromet.
Ibland beror euthyroid-sick syndromes på att hypofysen eller hypotalamus är påverkad av en sjukdom eller läkemedel, vilket initialt ger förändrade TRH- eller TSH-värden. TSH sänks av ökade värden TNF-α. Ytterligare en orsak till tillståndet kan vara en ökad bildning av omvänt (reverse) T3.
Höga värden tillväxthormon ökar dejodiseringen av tyroxin till trijodtyronin, vilket ger ökade värden T3 och sänkta värden TSH, tyroxin och rT3, samt oförändrade värden tyreoglobulin. Dopamin sänker, och dopaminantagonister ökar TSH. Stresshormonet kortisol minskar omvandlingen av T4 till T3.
Euthyroid-sick syndromes förekommer vid kronisk stress (samt vid Cushings syndrom, melankoli och ångeststörningar) eftersom kortisolet hämmar utsöndringen av TSH och omvandlingen av T4 till T3. Vid stress ses både lågt TSH och T3, i kombination med låga värden gonadotropiner. Vid dessa tillstånd har vävnaderna lägre nivåer könshormoner. Hos personer med akut psykiatrisk sjukdom (till exempel schizofreni), ses i ungefär hälften av fallen förhöjda tyreoideahormoner i kombination med ett opåverkat TSH, och till skillnad från giftstruma sjunker inte TSH till följd av de förhöjda nivåerna av tyreoideahormoner. I fall av förhöjda värden tyreoideahormoner hos akut psykiskt sjuka patienter, normaliseras värdena snabbt. Euthyroid tyreotoxikos till följd av akut psykos är ovanligt. Vid akuta psykiska tillstånd uppstår oftare euthyroid hypotyroidism. Förhöjt TSH är också vanligare vid kroniska psykiska tillstånd och bland kvinnor.
Endokannabinoider och cannabis sänker TSH och tyroxin, medan trijodtyroninet är opåverkat, hos eutyroida personer. TSH hos hypotyrodia påverkas mindre, och hos hypertyroida inte alls, av endokannabinoider.
Dioxinförgiftningar leder till att T4 sjunker, TSH ökar, men T3 är opåverkat, eftersom gifterna är mycket lika tyreoideahormonerna. Detta förklarar många av de faror som är associerade med dioxinexponering, och kan leda till neurologiska skador på foster.